# سفارت سوئد در رم
سفارت سوئد در رم (به ایتالیایی: Embassy of Sweden) یک سفارت در ایتالیا است که در رم واقع شده‌است.